# Rathaus (Bütthard)

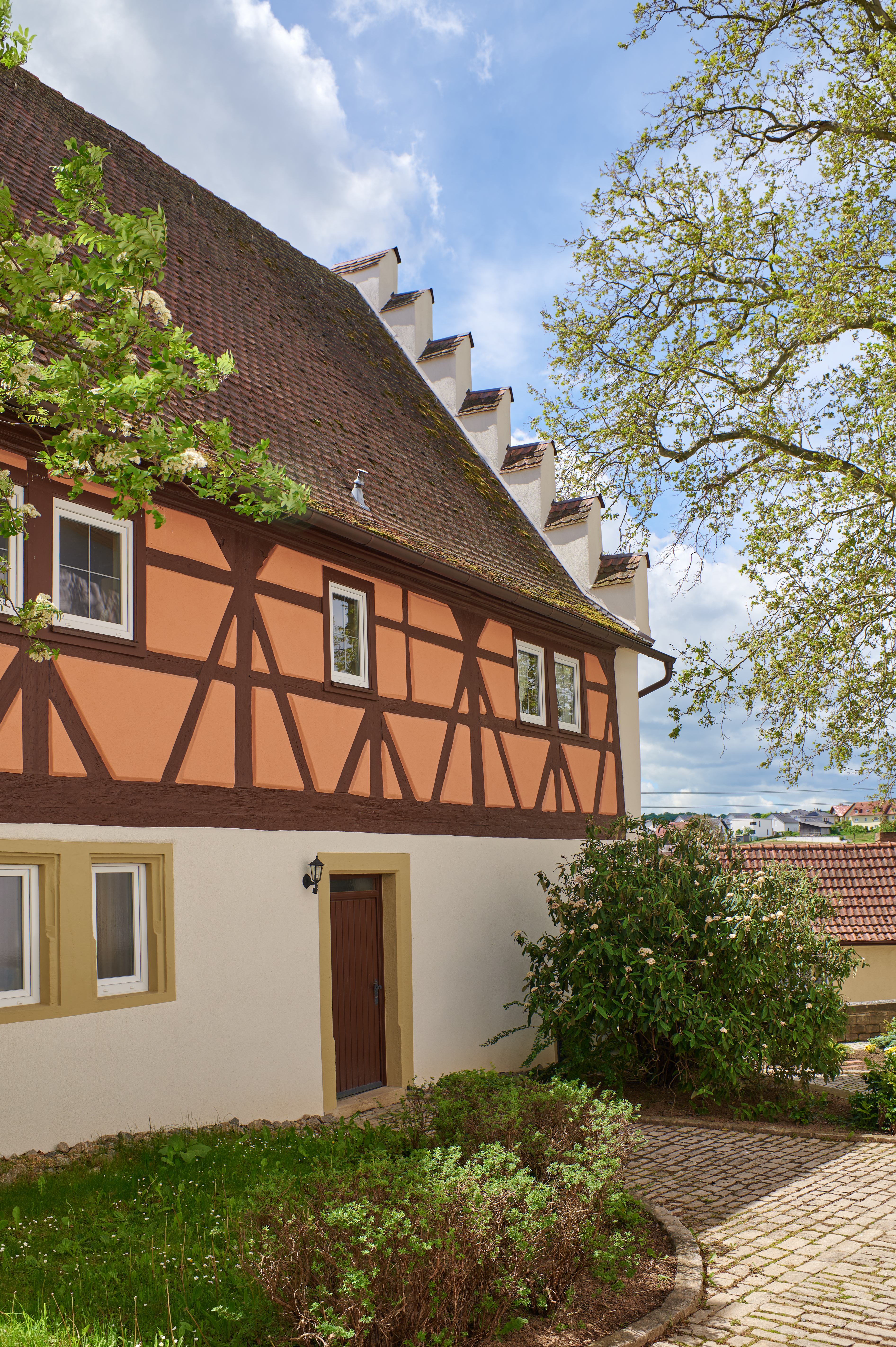
Rathaus in Bütthard

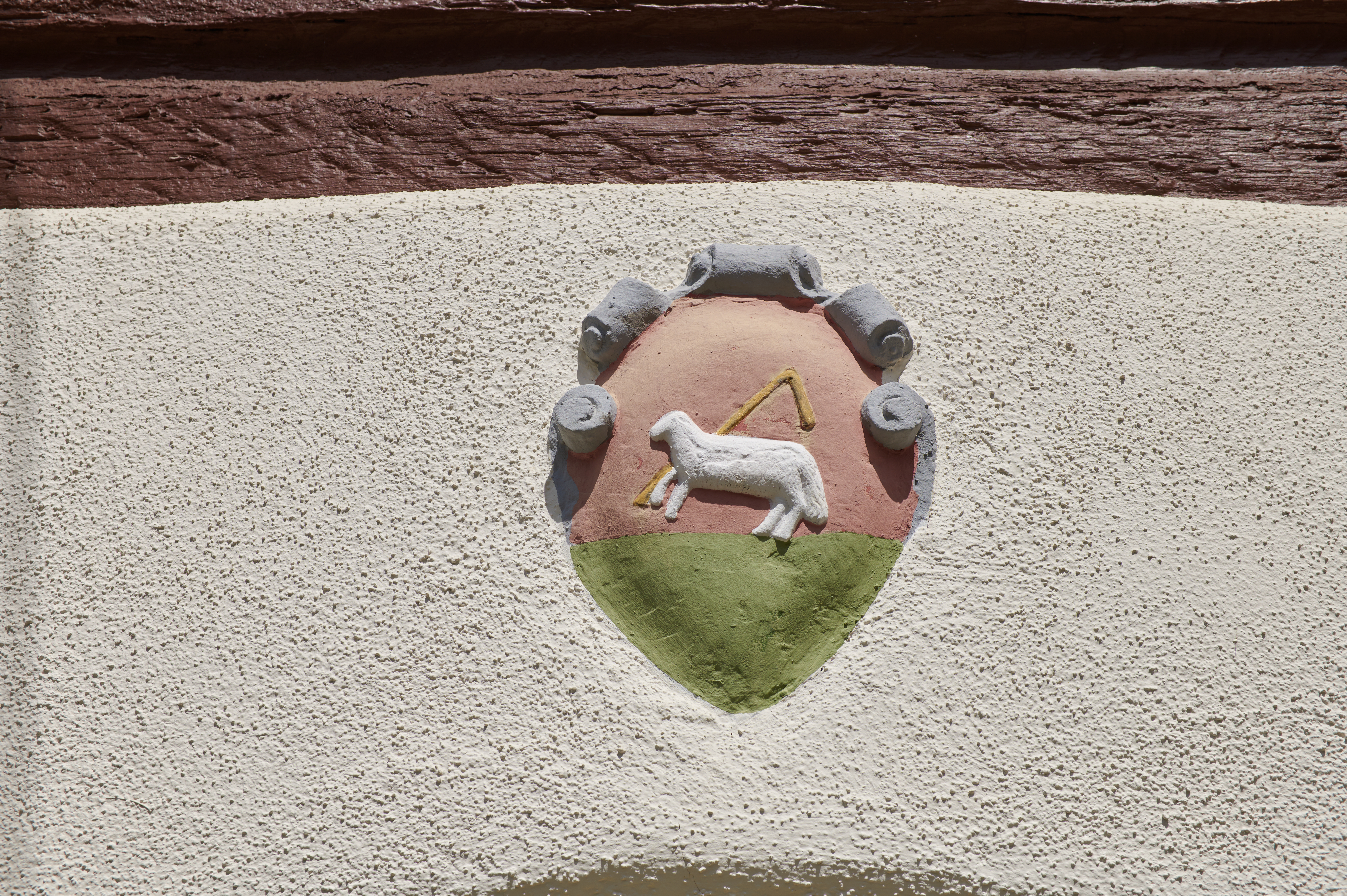
Wappen von Bütthard

Das Rathaus in Bütthard, einer Gemeinde im unterfränkischen Landkreis Würzburg in Bayern, wurde im frühen 17. Jahrhundert errichtet. Das Rathaus an der Raiffeisenstraße 4 ist ein geschütztes Baudenkmal.
Der zweigeschossige Satteldachbau mit traufseitigem Fachwerkobergeschoss und Treppengiebeln trägt an der Fassade das Wappen von Bütthard, ein Lamm mit einem Dreschflegel.